# Chocimierz (Tuchomie)
Chocimierz (kaszb. Chòczëmiérz) – część wsi Tuchomie, osada kaszubska w Polsce na Pojezierzu Bytowskim położona w województwie pomorskim, w powiecie bytowskim, w gminie Tuchomie,
Miejscowość położona przy drodze krajowej nr 20 ze Stargardu do Gdyni, wchodzi w skład sołectwa Tuchomie.
W latach 1975–1998 miejscowość administracyjnie należała do województwa słupskiego.